# Travis Rettenmaier
Travis Rettenmaier (6 de agosto de 1983 en Tarzana, California) es un jugador de tenis de los Estados Unidos. Ha pasado la mayor parte de su carrera jugando el circuito de torneos Future y Challenger. En 2010 consiguió su primer título de ATP en dobles al imponerse junto al mexicano Santiago González en el Torneo de Belgrado.

## Títulos (1;0+1)

### Dobles (1)
| Leyenda                       |
| Grand Slam (0)                |
| ATP Wourld Tour Final (0)     |
| ATP Masters 1000 (0)          |
| ATP World Tour 500 series (0) |
| ATP World Tour 250 series (1) |

| N.º | Fecha             | Torneo   | Superficie    | Pareja            | Oponentes en la final             | Resultado  |
| --- | ----------------- | -------- | ------------- | ----------------- | --------------------------------- | ---------- |
| 1.  | 3 de mayo de 2010 | Belgrado | Tierra batida | Santiago González | Tomasz Bednarek Mateusz Kowalczyk | 7-6(8) 6-1 |

### Finalista en dobles (1)
- 2010: Newport (junto a Santiago González pierden ante Carsten Ball y Chris Guccione)